# Diaconesses de Strasbourg
Les Diaconesses de Strasbourg sont une communauté religieuse protestante toujours active à Strasbourg, issue des « Servantes des Pauvres » et fondée en 1842.

## La Communauté

### Historique

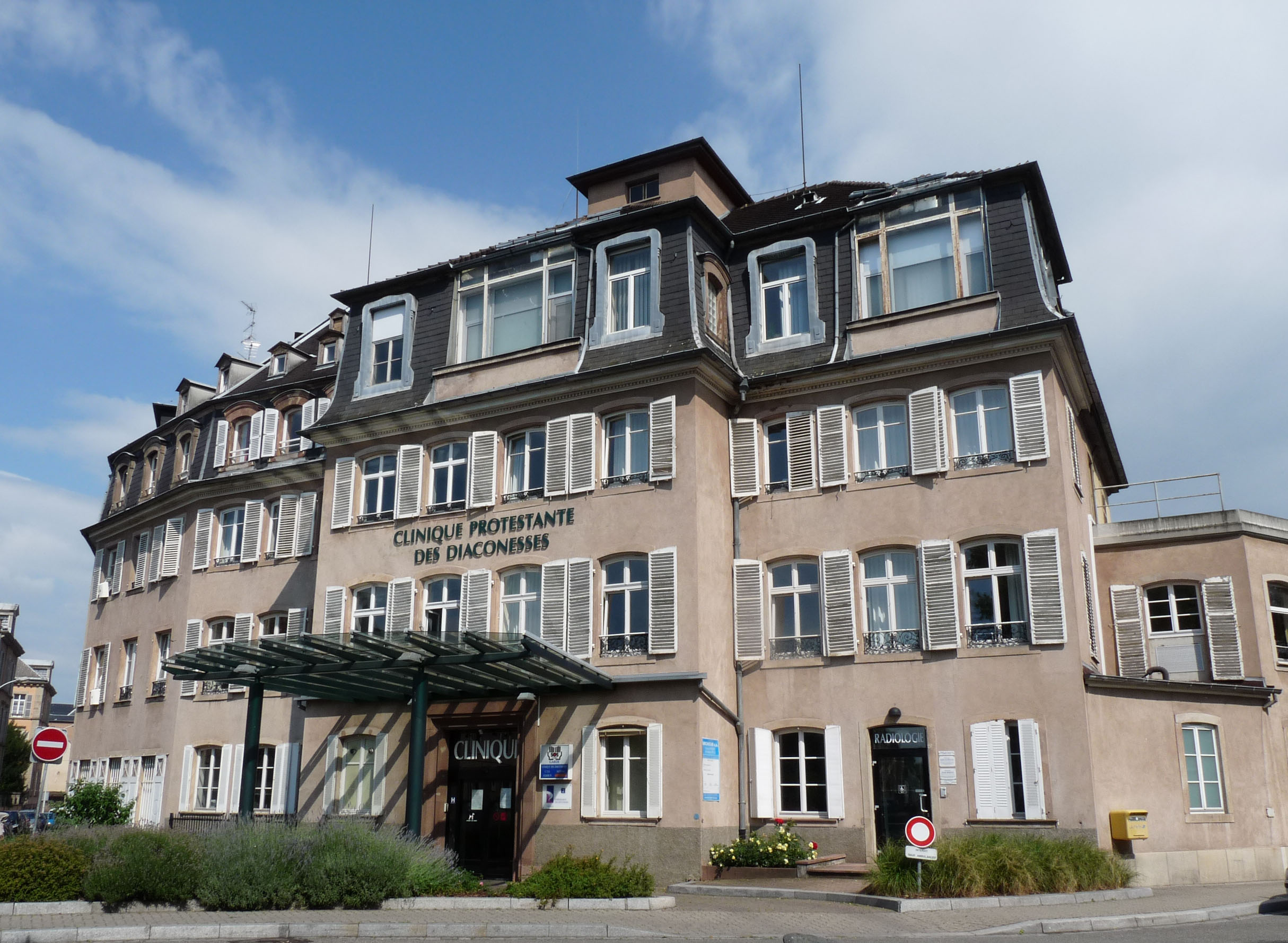
La clinique des Diaconesses au 3, rue Sainte-Élisabeth à Strasbourg.

La congrégation des Diaconesses de Strasbourg est fondée par un fils d’un confiseur, le pasteur François Haerter (1797-1874), qui en devient l’aumônier, avec six sœurs Diaconesses, le 31 octobre 1842.

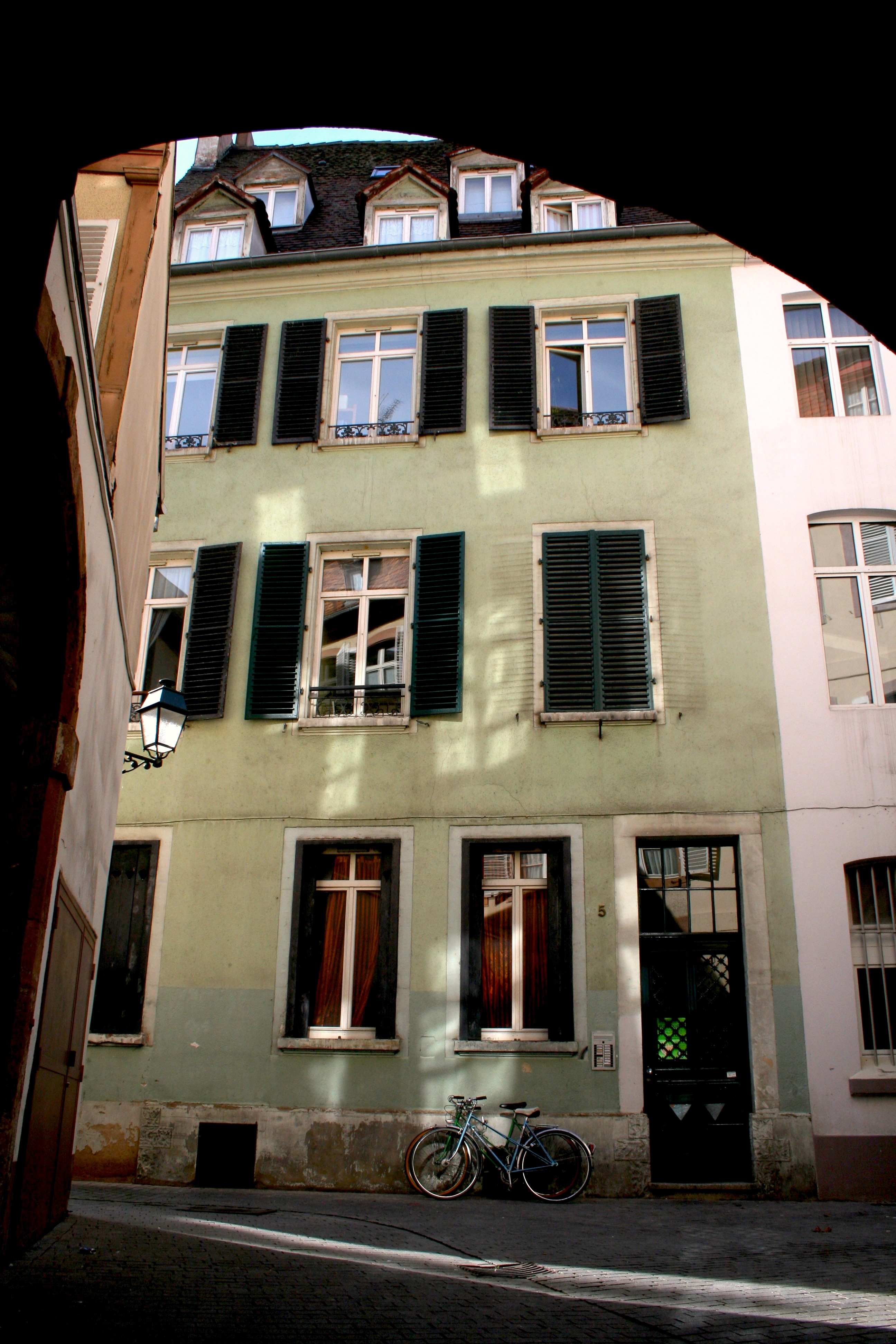
Le 5 rue du Ciel

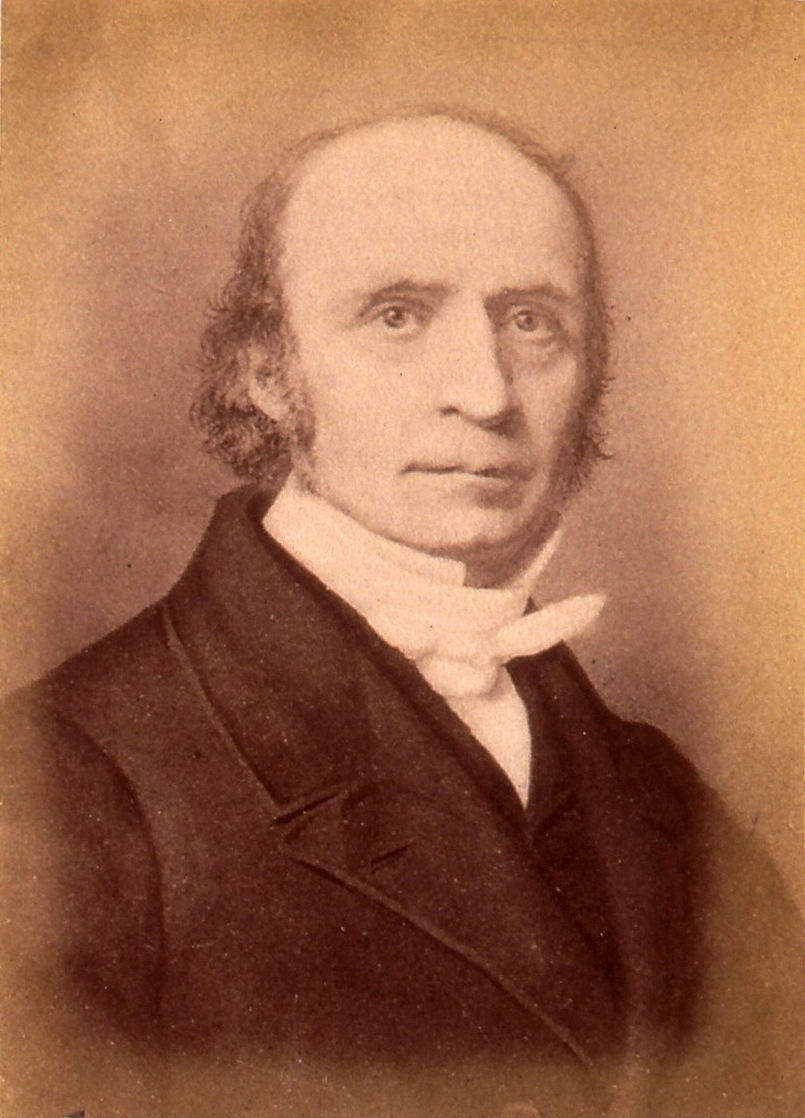
François Haerter (1797-1874)

Située au 5, rue du Ciel, près de la place Saint-Étienne à Strasbourg où, avec le logement des sœurs, une salle accueille les enfants pour l’enseignement et une autre les malades pour les soins, cette humble fondation est la première de ce genre en Alsace, la seconde en France après celle de Reuilly et la troisième en Europe.
D’emblée, la Maison des Diaconesses s’inscrit dans une triple vocation : éduquer femmes et jeunes filles, prodiguer les soins aux malades, aux blessés et aux personnes âgées, et partager la prière et le pain quotidien comme un témoignage de l’amour du Christ.
L’œuvre se développe rapidement et se diversifie pour répondre aux besoins d’une société en pleine mutation. Très rapidement la maison des origines devient trop exiguë, ne pouvant accueillir que dix malades et une classe de primaire pour vingt fillettes. Dès l'année suivante, elle s’installe dans la rue Sainte-Élisabeth (aux no 2, 4 et 6), où se trouvent toujours la maison-mère, la clinique et une maison de retraite.
En 1855, la première crèche de Strasbourg y est ouverte, afin d'accueillir une cinquantaine d'enfants. Elle demeure en fonction jusque dans les années 1930. En 1897, une annexe est ouverte de l’autre côté de la rue, sur un terrain qui s’étend jusqu'à la rue Saint-Marc et vers le quai Finkwiller.

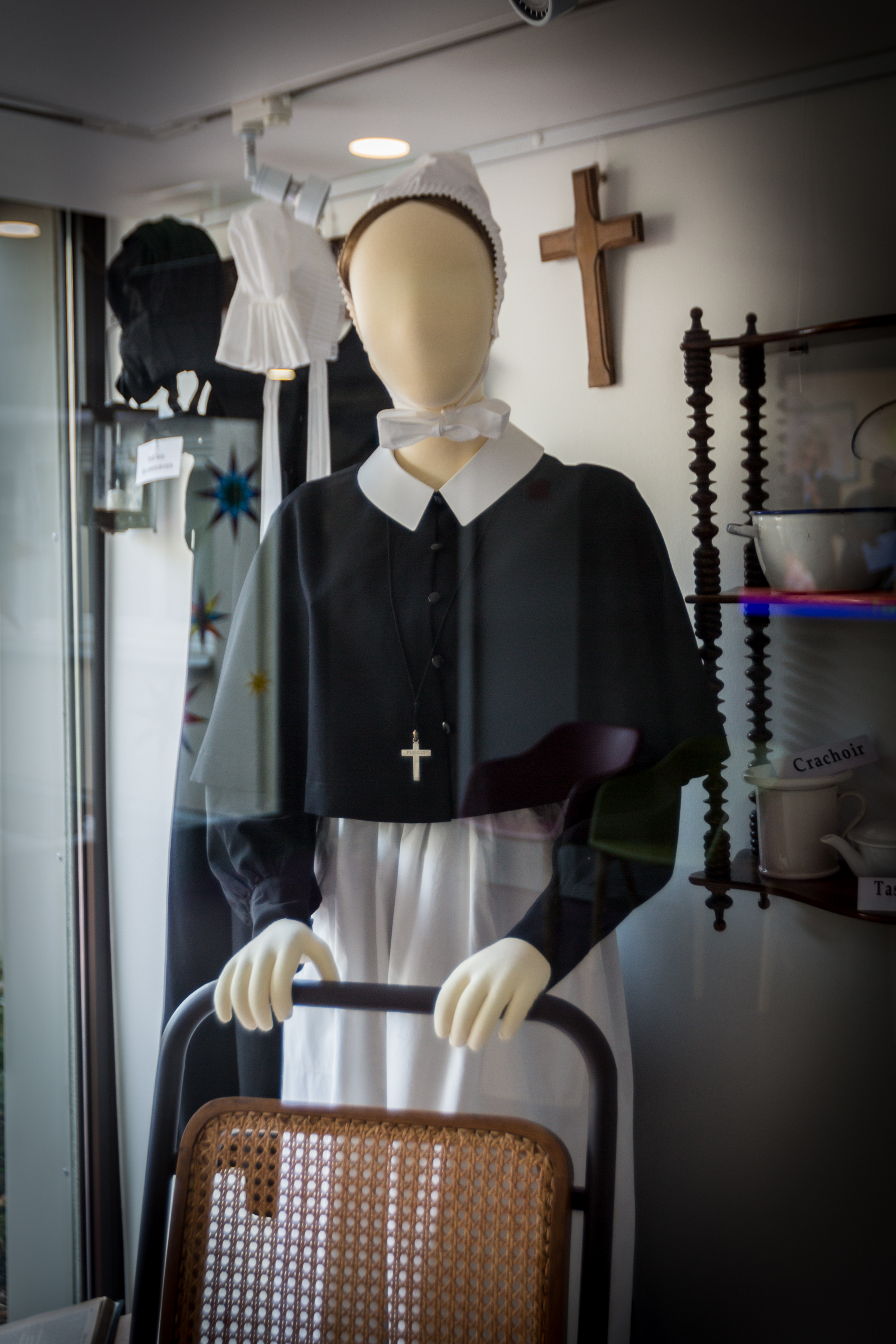
Tenue d’infirmière des diaconesses de Strasbourg début XXe siècle.

Le nombre croissant de vocations religieuses à cette époque permet d’envoyer des sœurs dans les paroisses de la ville et dans les institutions d’Alsace, de Suisse, du Pays de Montbéliard et du Pays de Bade. On fit appel au pasteur Haerter pour soutenir la création d’autres établissements en dehors de Strasbourg, comme l’« Œuvre hospitalière et protestante » à Guebwiller ou le diaconat de Mulhouse. Des diaconesses se sont également implantées à Sainte-Marie-aux-Mines, Colmar, Munster, Illzach, Ribeauvillé, Bischwiller et Brumath, ainsi qu’en dehors de l’Alsace.
Depuis 1949, le Diaconat dispose sa propre école d’infirmières, ainsi que depuis 1969 d’un cours pour les aides-soignantes. Il est également à l’origine d’un centre de formation d’éducateurs de jeunes enfants, devenu à présent l’Ediac, situé rue de Soultz. Les diaconesses soignent également en dehors de leur clinique, un centre de soins se trouvant à Hautepierre.
D’autres Maisons de Diaconesses se sont installées à Strasbourg postérieurement :
- Béthléhem, qui est une maison de retraite évangélique luthérienne fondée à Cronenbourg en 1888 à l’initiative de Paul Guillaume Horning, le fils de Frédéric Horning
- Béthesda, qui est un diaconat avec une clinique et une maison de retraite, fondé en 1892 par les adeptes de l’« Église de l’Évangile », méthodiste, d’origine suisse[3].

### Organisation
Les diaconesses ne sont pas des nonnes protestantes, elles ne prononcent pas de vœux perpétuels. Cependant, les diaconesses renoncent à tout salaire, la Communauté la prenant entièrement en charge, et doit se soumettre à une règle de vie. Elles élisent librement par vote secret celle qui devient leur Supérieure pour cinq ans. Toutes les fonctions s’exercent à temps limité, mais renouvelable (y compris pour les Supérieures). Chaque sœur novice est libre de se retirer de la Communauté quand elle le désire, les diaconesses en revanche sont « liées » sans exception pour un an à partir du moment où une sœur remet sa lettre de démission.
Le comité des Dames est l’instance dirigeante de toute la Communauté. La moitié de ses membres sont des sœurs diaconesses. Le pasteur aumônier (qui peut être un homme ou une femme) de la communauté et de l’établissement y siège comme membre de droit. Depuis la création des Diaconesses de Strasbourg, un conseil de surveillance est adjoint au comité de Dames. Actuellement, c’est en collaboration avec ce dernier que le conseil définit la stratégie de l’établissement, veille sur son administration et adopte les comptes annuels.

## Les établissements

### Le collège Lucie-Berger

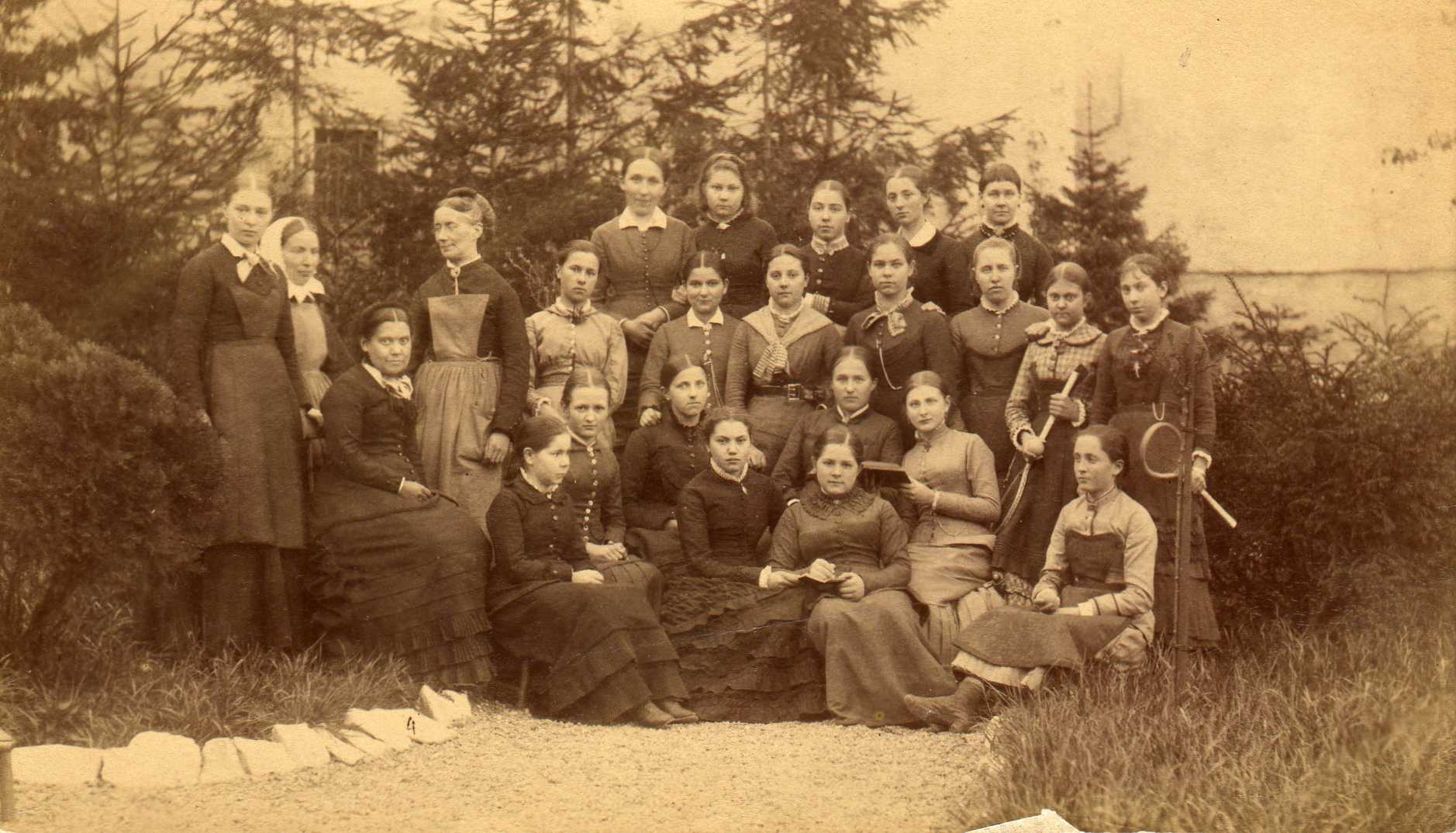
Une classe en 1883 (Lucie Berger assise : 3e à p. de la gauche) – Coll. part.

La communauté des diaconesses décide de créer en 1871 un « pensionnat pour jeunes filles de la classe moyenne ». Elle ouvre son école alors composée d’une seule classe avec quinze élèves internes et une externe dans des locaux rachetés à l’institution catholique du Bon Pasteur. Elle confie la direction à Lucie Berger (1836-1906), la sœur d’Oscar Berger-Levrault, qui avait lié sa vie avec la Maison des Diaconesses dès 1866. L’installation dans l'ancien couvent n’avait pas été effectuée au départ dans le but de créer un établissement aux grandes ambitions pédagogiques ; il s’agissait avant tout de gagner de la place rue Sainte-Élisabeth. Cependant, Lucie Berger donna un tel souffle au Bon Pasteur que dès janvier 1872, une deuxième classe est créée, ainsi qu'un petit journal, s’appelant La Messagère, qui paraît jusqu'en 1882.

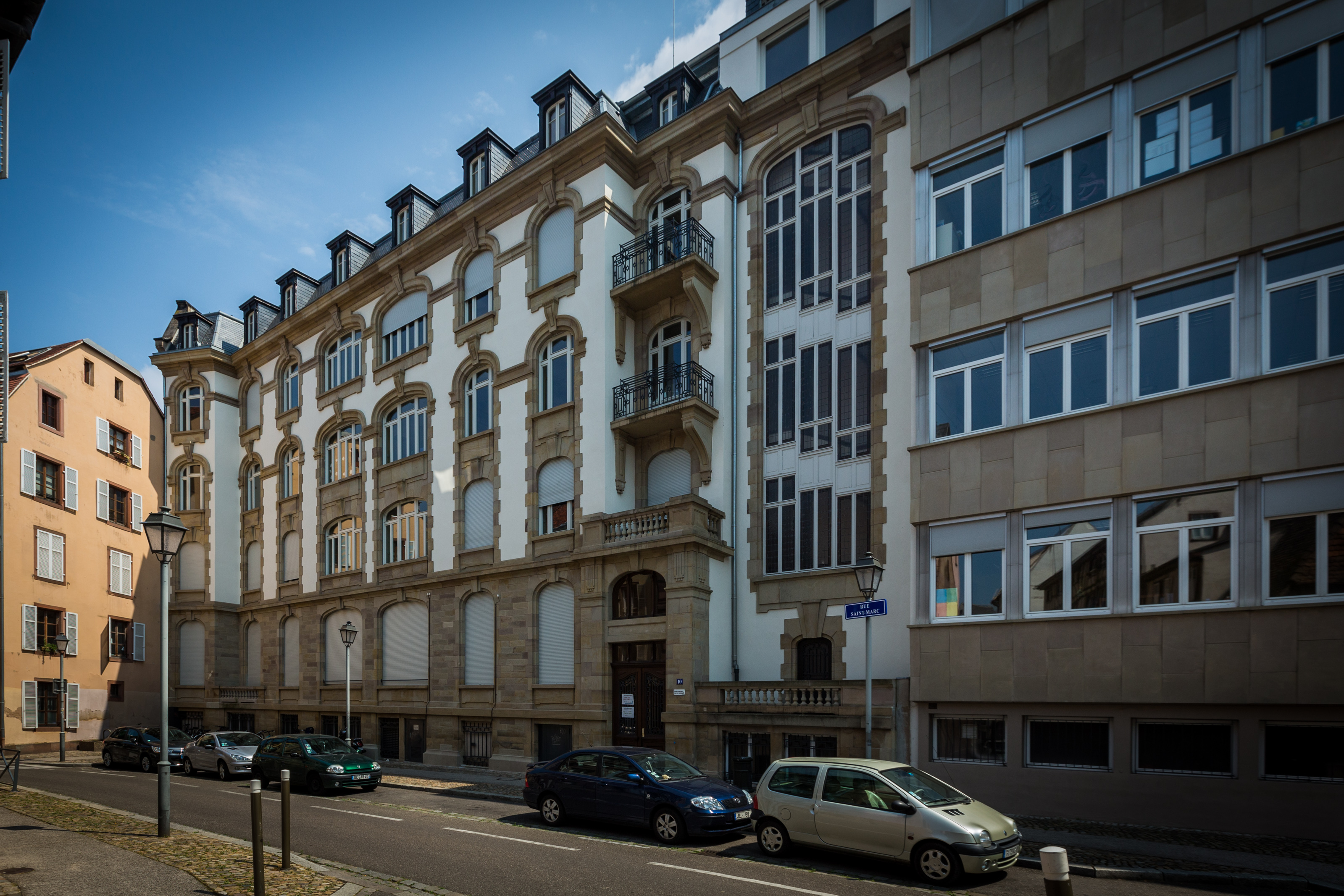
Le collège côté rue Saint-Marc.

L’école connaît une extension rapide dans les années 1880. Dès 1882, Lucie Berger est activement secondée par un directeur-adjoint, l’allemand Nieden. Ce dernier est chassé par la France à la fin de la Première Guerre mondiale. Le Bon Pasteur possède son jardin d’enfants, seize classes, dont une spéciale pour étrangères et trois autres qui préparent le brevet supérieur. Elle est la première école privée pour jeunes filles qui prépare un diplôme d’école secondaire à Strasbourg. En 1892, ce sont 74 élèves internes et 475 externes qui sont encadrées par 14 diaconesses.
Au fur et à mesure, l’établissement, devenu le collège Lucie-Berger en 1919, accueille des élèves de la maternelle à la terminale. Un internat, confortable et en avance sur son temps, est construit et inauguré en 1908. En 1931, une association d’anciennes élèves est créée sous la présidence de Madeleine Cohn-Hoeffel. On compte en 1932 50 enseignants pour 530 externes et 80 internes. Durant la Seconde Guerre mondiale le collège est occupé par les troupes allemandes et s’appelle alors Maria Hart-Schule.

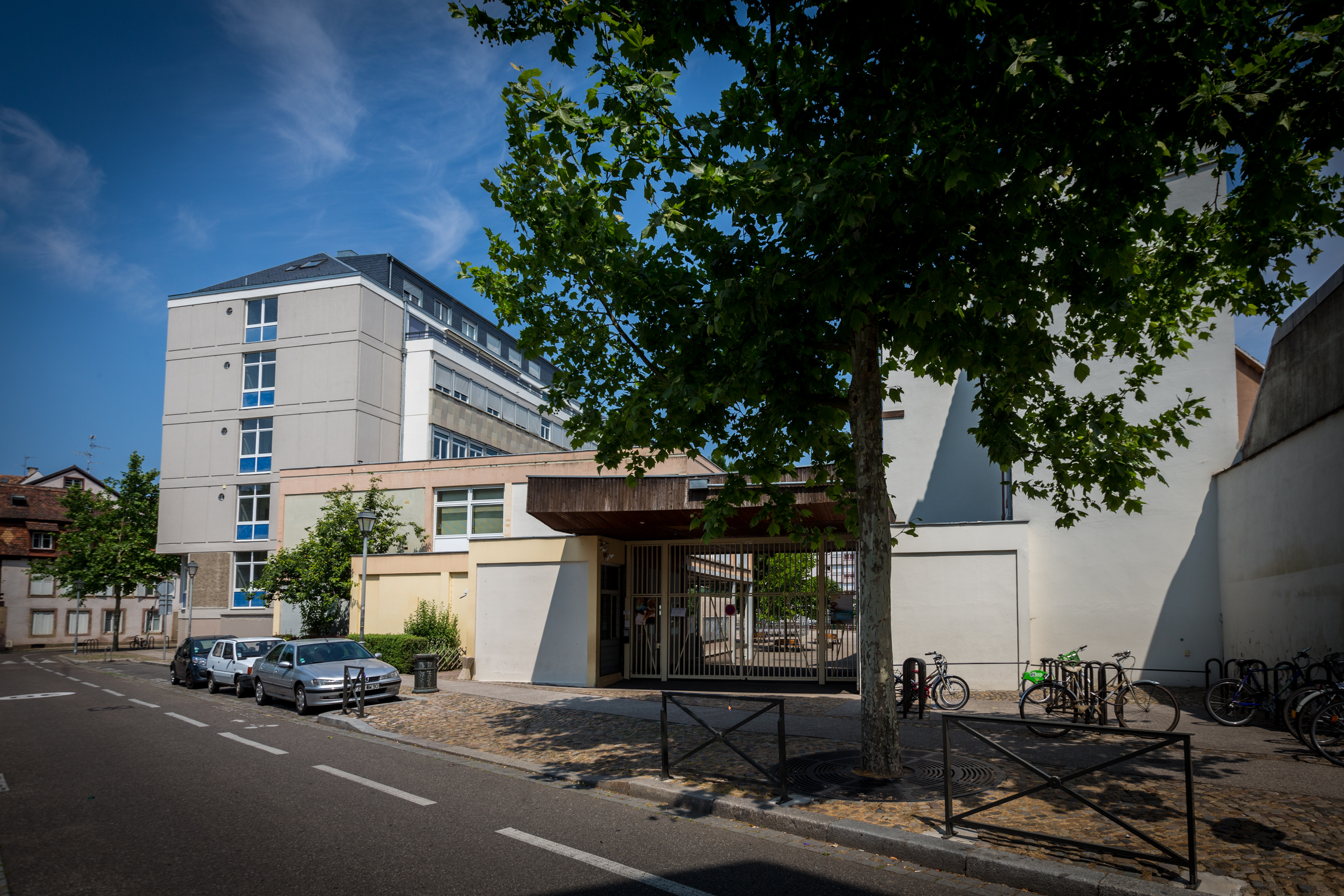
L’entrée du collège dans la rue des Greniers.

Malgré une crise de fréquentation au début des années 1950 (surmontée grâce à l’aide extérieure de la communauté protestante et grâce à de nombreuses réorientations), un nouveau bâtiment est construit en 1967 afin de mieux accueillir les élèves. Son inauguration donne lieu à Strasbourg à une grande manifestation, durant laquelle Marc Boegner, académicien et président de la Société des missions évangéliques de France  prêchera à l’église Saint-Thomas.
De nos jours, les classes vont de la maternelle à la cinquième. L’ensemble est à présent associé à l’État par un contrat particulier d’établissement innovant et a fusionné avec le gymnase Jean-Sturm en 2005 pour constituer le Pôle Éducatif Protestant de Strasbourg, le plus grand établissement d’enseignement protestant français. La culture religieuse reste intégrée au programme scolaire, mais l’ouverture de l’établissement n’en est pas moins importante, étant donné que l’école est désormais mixte (depuis 1983 pour les classes de sixième) et que la majorité des élèves n’est plus de confession protestante.

### Les maisons de retraite

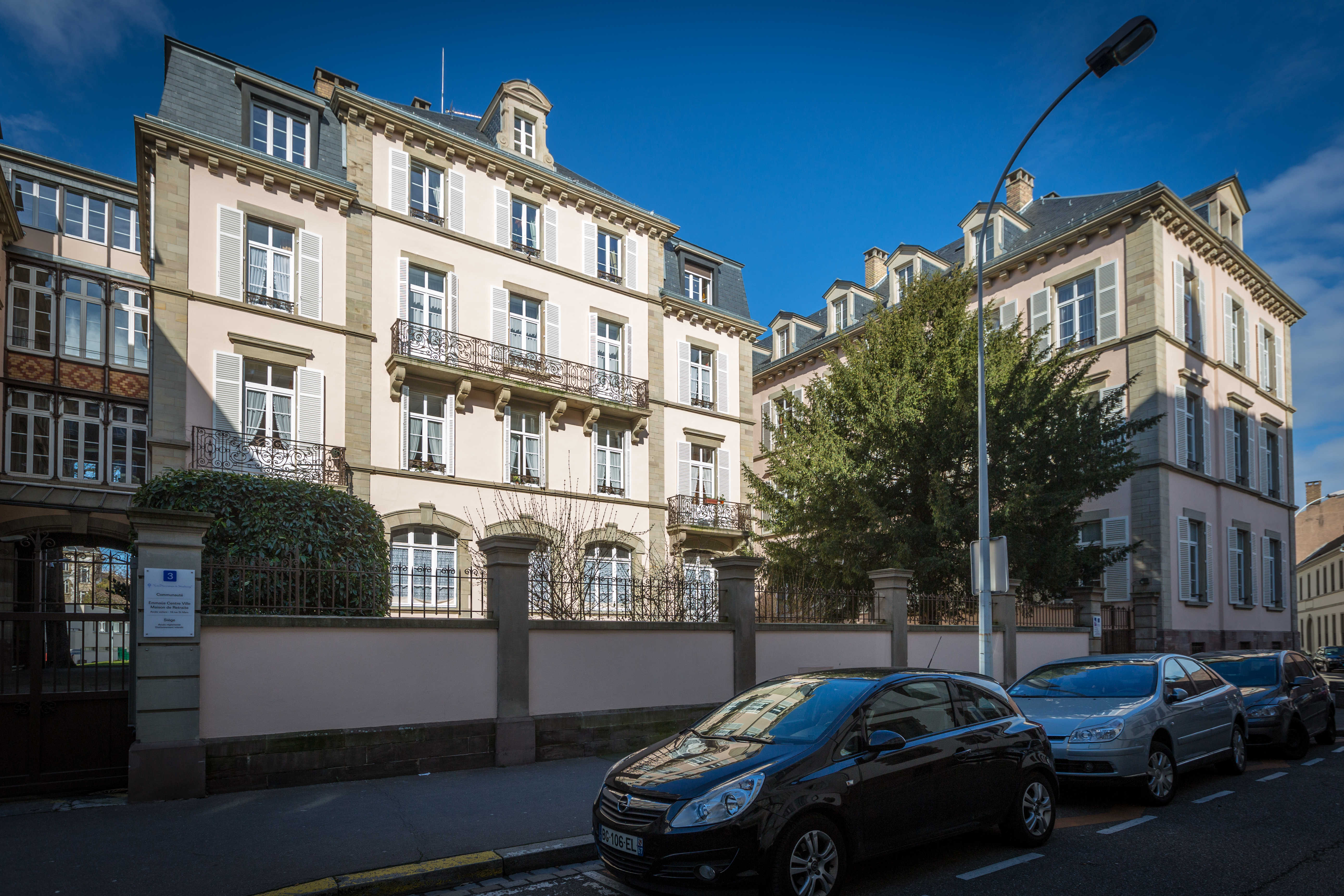
La maison de retraite Emmaüs dans la rue Sainte-Élisabeth.

En dehors de la maison de retraite Emmaüs située rue Sainte-Élisabeth, d’autres maisons ont vu le jour :
- l’EHPAD (Établissement d’Hébergement pour Personnes Âgées Dépendantes) Emmaüs Koenigshoffen construit en 1962
- l’EHPAD Siloë à Ostwald, ouvert en 2008.

### Les «stations»
Les diaconesses sont aussi actives dans des « stations » qui dépendent ou sont la propriété d’autres comités, comme des Sœurs de différentes paroisses ou le Centre de soins au Neuhof. Depuis 1979, le Centre communautaire du Hohrodberg, dans la vallée de Munster, qui comprend deux maisons (« Bucer » et « Oberlin »), a été mis à la disposition des diaconesses de Strasbourg et des sœurs de la Communauté de Pomeyrol.
Les sœurs de Pomeyrol restèrent quatre années afin de soutenir le projet du nouveau centre. Les diaconesses l’utilisent comme lieu de prière et de ressourcement, l’établissement se trouvant isolé dans les montagnes à 800 mètres d’altitude dans un ancien hôtel. Le centre accueille toutefois toutes les personnes souhaitant partager leur retraite, y compris des groupes ou des familles.

### La chapelle des Diaconesses de Strasbourg

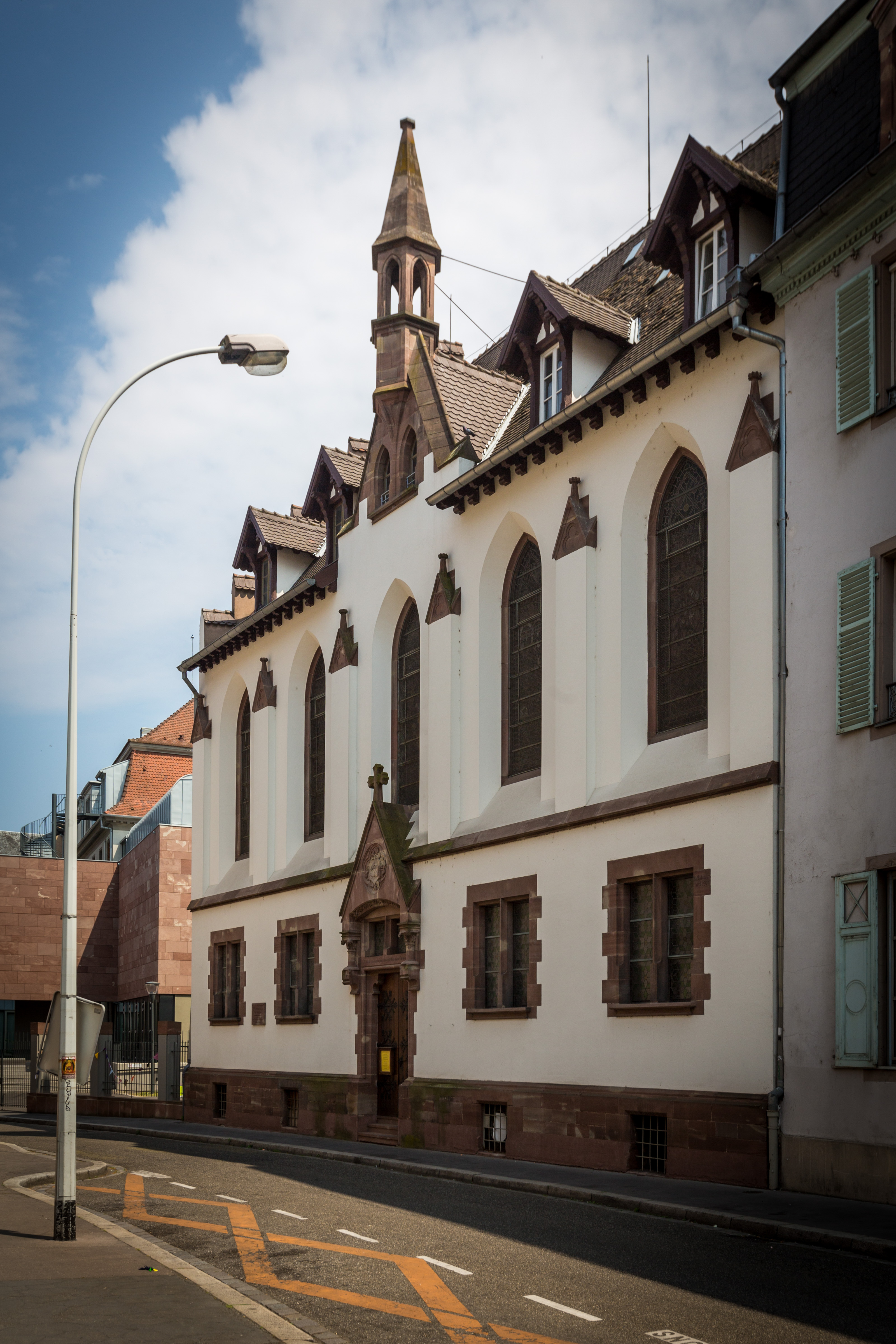
La chapelle des Diaconnesses

Pendant fort longtemps, la Communauté n’a disposé que d’un oratoire, les sœurs se rendant au Temple Neuf pour le culte dominical. Le consistoire leur réservait alors des bancs particuliers.
L’architecte Salomon a fait les plans pour la chapelle des diaconesses en style néogothique. Celle-ci a été construite en 1904 dans la rue Sainte-Élisabeth. Les vitraux ont été réalisés à partir des maquettes de l’artiste suisse Clément John Heaton (Page Wikipédia en Allemand.)
L'orgue date de 1905. C'est l'Opus 414 de la maison Gebrüder Link.

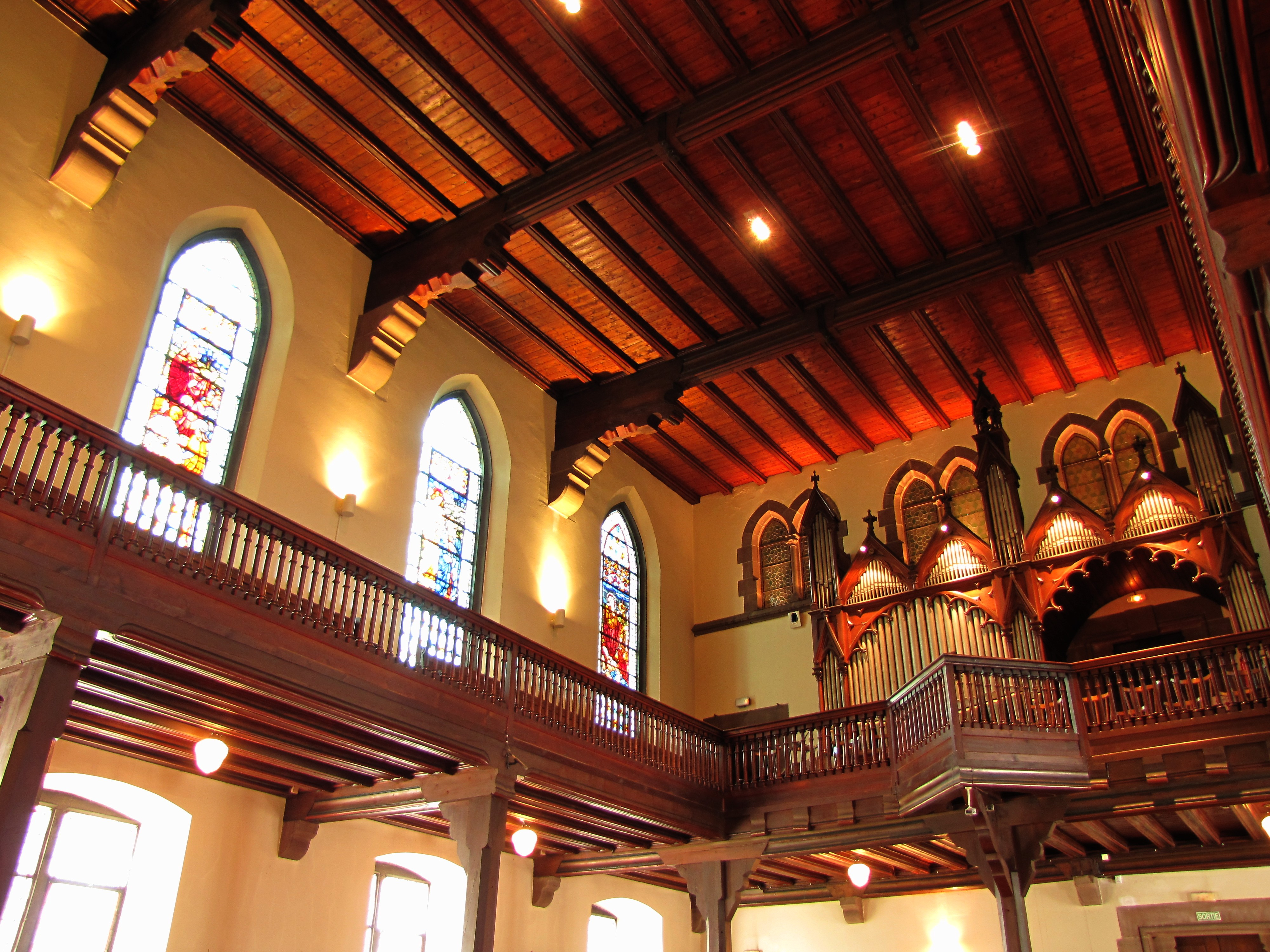
Intérieur de la chapelle.
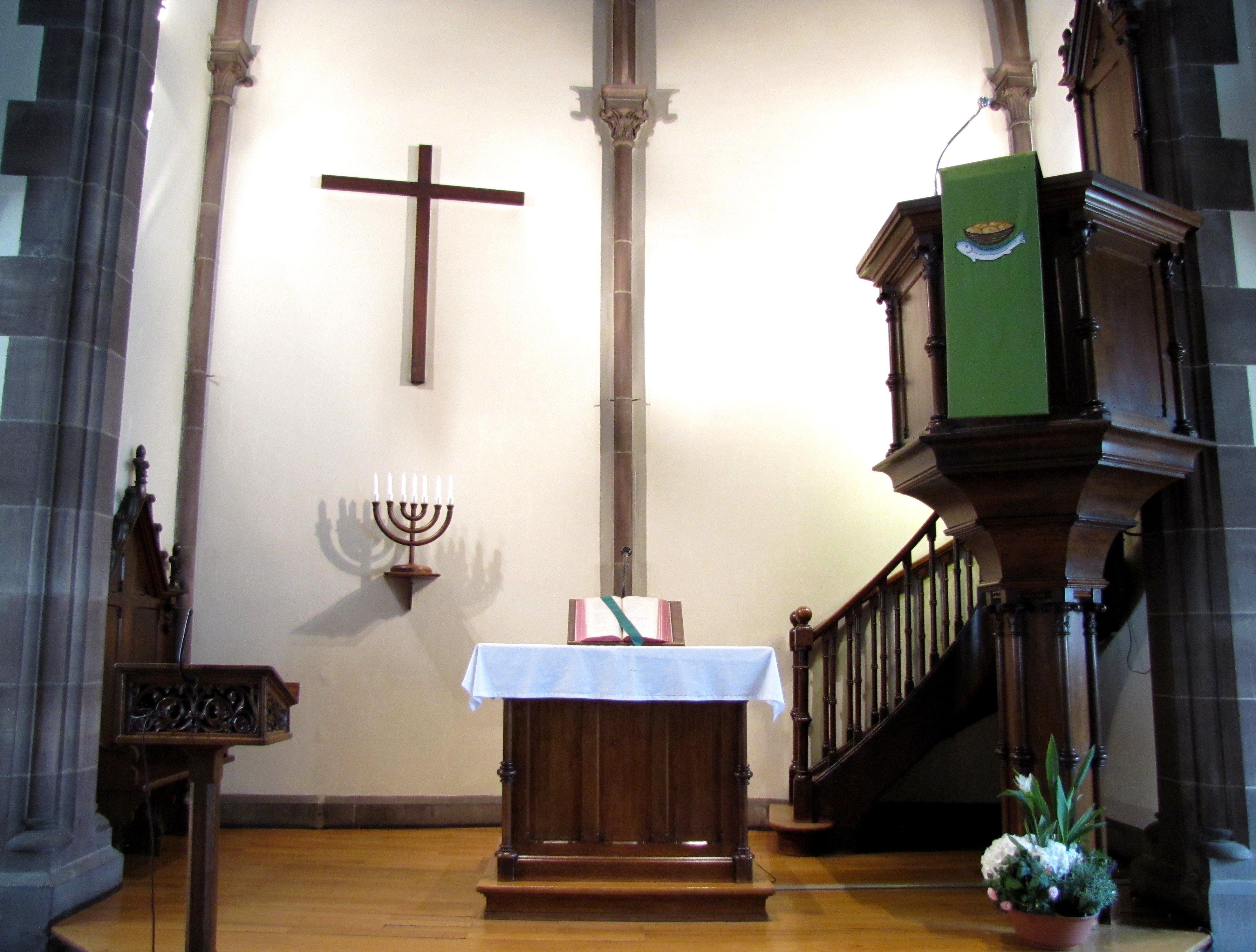
Le chœur de la Chapelle.
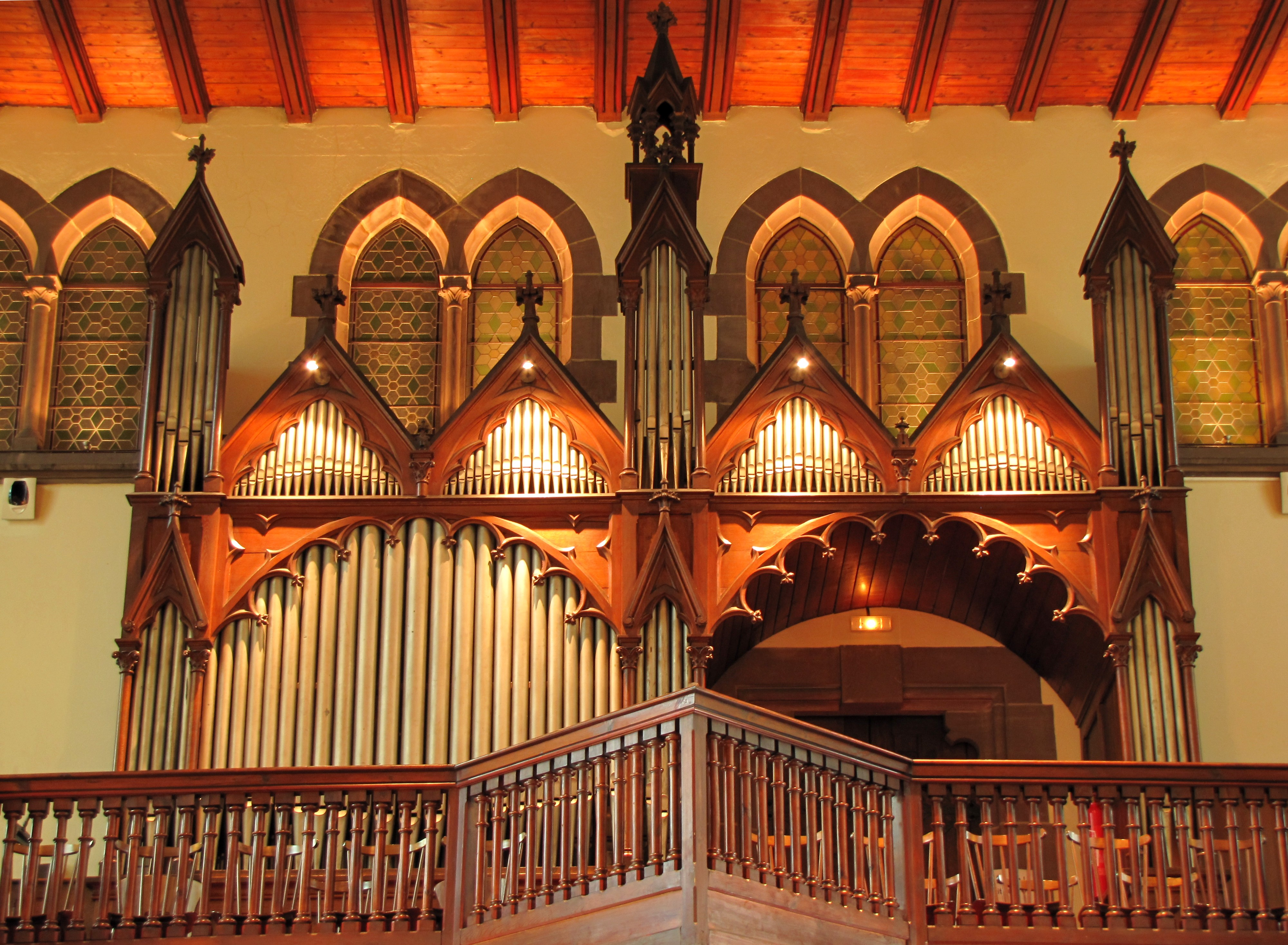
L’orgue de la chapelle.
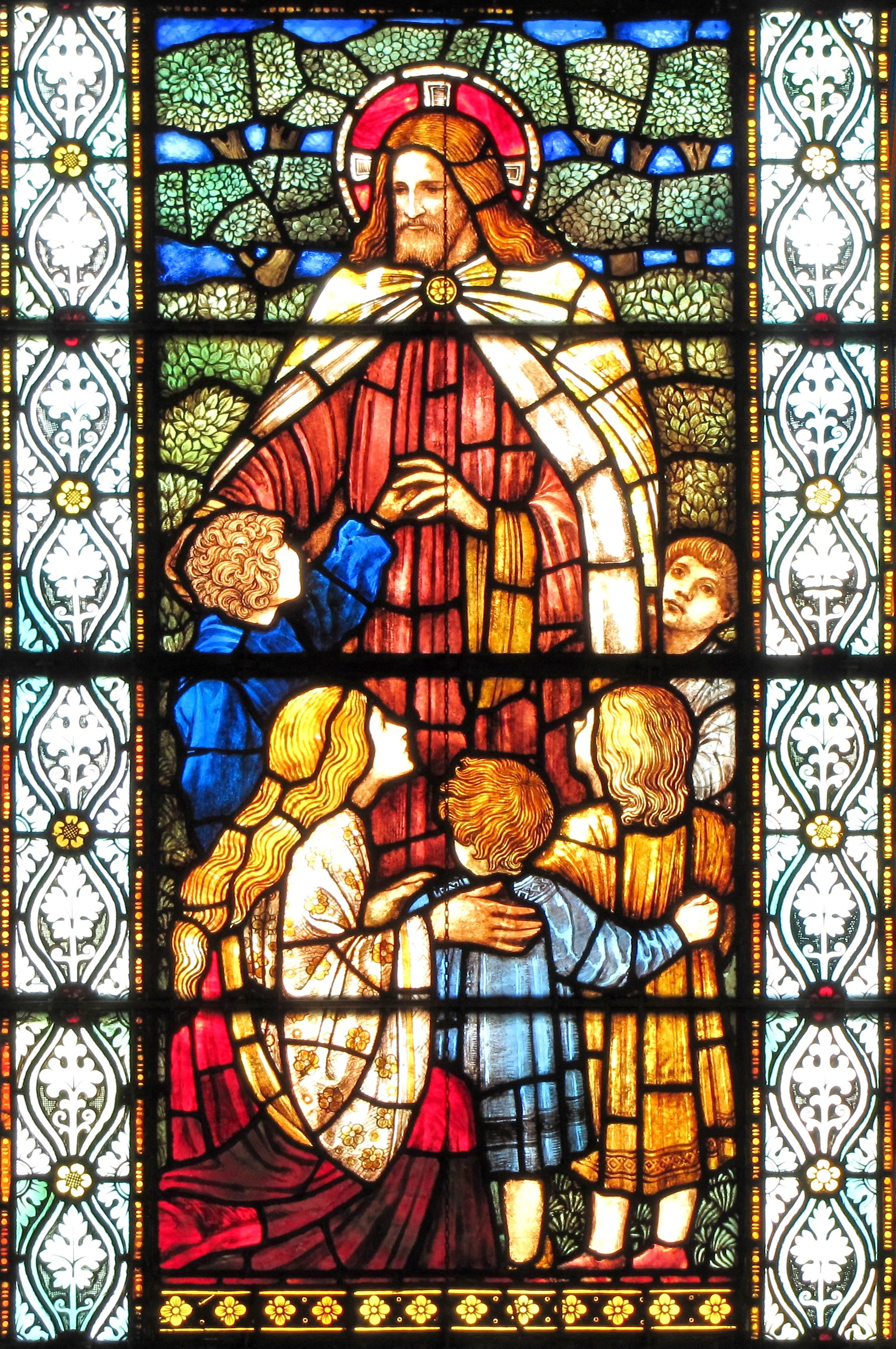
Vitrail Jésus enseigne aux enfants